# شيافينا
شيافينا، (بالإنجليزية: Chiavenna)‏، (لاتينية: Clavenna) ؛ (الألمانية القديمة: Cläven or Kleven)، هي (بلدية) في مقاطعة سوندريو في إقليم لومباردي الإيطالي. وهو مركز منطقة جبال الألب فالشيافينا. المدينة التاريخية هي عضو في حركة سيتاسلو.

## السكان
في سنة 1861 بلغ عدد السكان 4٬049 نسمة، وتطور العدد ليصل في سنة 2011 لـ 7٬297 نسمة.
يظهر هذا المخطط البياني تطور النمو السكاني لـ شيافينا